# توماس پدرابیسی
توماس پدرابیسی (انگلیسی: Thomas Pedrabissi؛ زادهٔ ۱ ژوئن ۱۹۹۵) بازیکن فوتبال اهل ایتالیا است.
از باشگاه‌هایی که در آن بازی کرده‌است می‌توان به باشگاه فوتبال اینتر میلان و باشگاه فوتبال چزنا اشاره کرد.
وی همچنین در تیم‌های ملی فوتبال زیر ۱۷ سال ایتالیا و زیر ۱۸ سال ایتالیا بازی کرده‌است.